# Sud-Est (departman)
Sud-Est /=Jugoistok/, departman na ekstremnom jugoistoku Haitija 2,077 km² (po drugima 2,023 km²), smješten uz obalu Karipskog mora i uz granicu s Dominikanskom Republikom. Populacija 2002. iznosi 518,200. Središte mu je Jacmel (Jakmel na kreolskom), kulturno središte i povijesni grad osnovan 1698. na mjestu indijanskog naselja Yaquimel, koje se nalaziklo u poglavištvu Xaragua pod jurisdikcijom kasika Bohechioa. Sastoji se od arrondissementa Bainet, Belle-Anse i Jacmel.

## Vanjske poveznice
- Sud-Est - Haiti  Arhivirana inačica izvorne stranice od 2. prosinca 2008. (Wayback Machine)